# Saint-Mont
Saint-Mont – miejscowość i gmina we Francji, w regionie Oksytania, w departamencie Gers.

## Populacja
Według danych na rok 2020 gminę zamieszkiwało 320 osób, a gęstość zaludnienia wynosiła 26 osób/km².

## Wino Saint-Mont
Saint Mont jest częścią regionu winiarskiego Sud-Ouest w południowej Francji. W 1981 wina z Saint Mont otrzymały status VQDS  jako Côtes de Saint-Mont, w 2007 nazwa została zmieniona na obecną. W 2011 tutejsze wina uzyskały status AOC.
W ramach apelacji czerwone wina mogą produkowane z następujących szczepów: tannat (min. 60%), fer servadou (min. 20% od 2020), cabernet sauvignon, cabernet franc. Wina białe mogą być kupażem następujących szczepów: arrufiac (min. 20%), gros manseng, petit manseng (maks. 20%, łącznie z gros
manseng maks. 60%), petit courbu (min. 20%), clairette.